# Межерауп, Пётр Христофорович
Пётр Христофорович Межерауп (14 апреля 1895 — 9 сентября 1931, СССР) — советский военнослужащий, авиатор, кавалер трёх орденов Красного Знамени РСФСР, лётчик.

## Биография
Родился 14 апреля 1895 года в крестьянской семье в Ковенской губернии.
Рано остался без родителей, был вынужден работать батраком. В 15 лет переехал в город, где устроился учеником слесаря на завод, одновременно учился на ремесленных курсах. Участник Первой мировой войны, в 1915 году был мобилизован в русскую армию, на следующий год попал в авиацию, где 1917 года работал в качестве моториста. Дослужился до чина унтер-офицера.
В 1917 году Межерауп стал членом исполнительного комитета авиационных частей 12-й армии и вошёл в состав солдатского комитета. Принимал участие в Октябрьском вооружённом восстании в Москве, участвовал в штурме гостиницы «Метрополь», разоружал юнкеров.
В феврале 1918 года Межерауп добровольно пошёл на службу в Рабоче-крестьянскую Красную Армию, был военным комиссаром 1-го отряда Смоленской авиационной группы, с декабря стал военным комиссаром авиации 8-й армии. В 1919 году окончил Егорьевскую авиационную школу, после чего был лётчиком, командиром 213-го Казанского отряда 13-й армии. Сражался на Южном фронте, а также против отрядов Махно.
Отличился во время разгрома армии Врангеля. Межерауп неоднократно совершал боевые вылеты, выполняя разведку в глубоком вражеском тылу, доставляя о противнике ценные данные, нередко подвергая риску свою жизнь. За заслуги в той операции Межерауп был награждён орденом Красного Знамени.
С ноября 1921 года Межерауп служил в Карелии. С августа 1923 года он был начальником военно-воздушных сил Туркестанского фронта. Совершал бомбардировки позиций басмаческих бандформирований. 19 марта 1924 года в районе озера Тузлустан к юго-востоку от Хивы пять самолётов во главе с Межераупом обнаружили и сбросили бомбы на одну из басмаческих банд, а затем обстреляли её из пулемётов, вызвав панику в рядах банды, остатки которой разгромил 4-й кавалерийский полк. За отличия в боях с басмачами Межерауп был награждён вторым орденом Красного Знамени РСФСР, а также орденом Красного Знамени Хорезмской Народной Советской Республики и орденом Красной звезды 2-й степени Бухарской Народной Советской Республики.
С лета 1924 года Межерауп был лётчиком-испытателем Научно-опытного аэродрома в Москве. Руководил перегонкой группы самолётов в Афганистан в октябре 1924 года, которая в том же месяце приняла активное участие в подавлении антиправительственных восстаний в Зурмахе и в Хосте, за что был награждён афганскими наградами. Только за период с 29 сентября по 1 октября 1924 года он совершил групповой перелёт 6 самолётов по маршруту Ташкент — Термез — Кабул общей протяжённостью 1390 километров. С февраля 1926 года Межерауп был заместителем начальника Научно-опытного института по лётной части. 19 июля 1926 года совершил перелёт Москва — Харьков — Севастополь — Анкара общей протяжённостью 1940 километров, что явилось первым перелётом через Чёрное море на участке 290 километров, совершённым на сухопутном самолёте.
В 1927 году Межерауп вступил в ряды ВКП(б) и окончил курсы высшего начальствующего состава при Военной академии РККА. Командовал военно-воздушными силами Ленинградского военного округа, в сентябре 1930 года был переведён в лётную инспекцию ВВС РККА.
9 сентября 1931 года, совершая инспекционный полет на самолете Р-5, трагически погиб в авиационной катастрофе в районе Брянска вместе с лётчиком Виктором Писаренко. Самолет и тела погибших пилотов были найдены только 13 сентября. Останки Межераупа и Писаренко были кремированы и захоронены в закрытом колумбарии Донского кладбища Москвы.

## Награды и почётные звания
- Три ордена Красного знамени (10.02.1921, 14.10.1924, 16.10.1924)
- Орден Красного Знамени Хорезмской Народной Советской Республики (1924)
- Орден Красной Звезды 2-й степени Бухарской Народной Советской Республики (1924)[3]
- орден Звезды 3-го класса (Афганистан, 1926)[5]
- заслуженный лётчик (1926)[3]
- Высший авиационный бриллиантовый орден (Турция, 1926)